# حمله به اتوبوس فجه
در ۳۰ نوامبر ۱۹۴۷، یک اتوبوس اسرائیلی ایگد که از نتانیا به سمت اورشلیم در حرکت بود، مورد حمله شبه‌نظامیان عرب قرار گرفت و به دنبال آن به اتوبوس دیگری حمله شد که به کشته شدن هفت یهودی انجامید. این اولین حمله پس از تصویب طرح تقسیم سازمان ملل برای فلسطین توسط سازمان ملل بود که یک روز قبل انجام شده بود.

## رویدادها
اولین اتوبوس، اتوبوس ایگد شماره ۲۰۹۴ به اورشلیم بود که حدود ساعت ۷:۳۰ صبح با ۲۱ مسافر از نتانیا خارج شده بود. اتوبوس در حال عبور از روستای خالی از سکنه فجه بود که توسط سه عرب که راننده اتوبوس تصور می‌کرد هیچ‌هایکر هستند، با دست تکان دادن آن را متوقف کردند. هنگامی که او سرعت خودرو را کاهش داد، با شلیک گلوله مواجه و اتوبوس از جاده خارج شد.
مهاجمان به اتوبوس هجوم بردند و چندین نفر را تیرباران کردند. پنج یهودی کشته شدند از جمله یک زن ۲۲ ساله در راه عروسی‌اش و مردی که در تلاش برای محافظت از جان همسرش، کشته شد.
بیست و پنج دقیقه بعد، اتوبوس دومی که به حدره می‌رفت، با حمله مشابهی مواجه شد. دو مسافر نیز در این اتوبوس کشته شدند.
مردخای اولمرت، پدر نخست‌وزیر آینده ایهود اولمرت یکی از افرادی بود که از حمله دوم جان سالم به در برد.

## پیامدها و زمینه تاریخی
این حمله یک روز پس از رای سازمان ملل به ایجاد طرح تقسیم فلسطین رخ داد که شامل تقسیم منطقه تحت مدیریت بریتانیا به دو کشور بود: یک کشور عربی و یک کشور یهودی یک اعتصاب عمومی عربی آغاز شد و به بحران دامن زد. این حمله همچنین اولین حمله در طول جنگ داخلی ۱۹۴۷–۱۹۴۸ در فلسطین تحت قیمومت بود.
آژانس خبری تلگراف یهودی این حملات را در بحبوحه خشونت اعراب علیه یهودیان در ۳۰ نوامبر، مانند قتل موشه گلدمن در تظاهرات ضد تقسیم در حیفا، تحت عنوان «کشته شدن شش یهودی در واکنش اعراب به تقسیم؛ کمیته عالی فراخوان اعتصاب عمومی داد» گزارش کرد. با این حال، بنی موریس، مورخ نوین، این روایت را به چالش کشید و استدلال کرد که دلایل آن نامشخص است و این نظریه را به‌طور بالقوه انتقامی برای ترور خانواده شوبکی، کشتن پنج عرب فلسطینی توسط لیحی در نزدیکی هرزلیا، ده روز قبل از حادثه (که به نوبه خود انتقام می‌گرفتند، به خاطر اینکه یکی از اعضای خانواده انگلیسی‌ها را در جریان فعالیت‌های لیحی قرار داده بود) بود. به گفته موریس، نظر اکثریت سرویس اطلاعاتی هاگانا این بود که انگیزه اصلی مهاجمان، انتقام از قتل شوباکی بوده است.
به گفته صالح عبدالجواد مورخ فلسطینی، مورخان جنگ ۱۹۴۸ از جمله بسیاری از مورخان عرب قبول دارند که جنگ در ۳۰ نوامبر آغاز شد. با این حال، او همچنین بیان می‌کند که گویاست که اسرائیلی‌ها و شبکه همدستان عرب آنها اطلاعاتی در مورد هویت یا انگیزه باند فلسطینی که ظاهراً مسئول این حمله هستند ارائه نمی‌دهند. وی همچنین بیان می‌کند که برخی منابع اسرائیلی حتی می‌گویند که این حملات ممکن است ارتباطی با طرح تقسیم نداشته باشد.
به گفته رونن برگمان، روزنامه‌نگار تحقیقی اسرائیلی، این حمله توسط نیروهای وفادار به شورشیان فلسطینی حسن سلامه انجام شد.